# Nodaria lophobela
Nodaria lophobela là một loài bướm đêm trong họ Noctuidae.